# メガトン級ムサシ
『メガトン級ムサシ』（メガトンきゅうムサシ、英：MEGATON MUSASHI）は、レベルファイブ制作によるコンピュータゲームおよび同作品に登場するロボット兵器、ならびにそれらを中心としたメディアミックスコンテンツ。ゲーム版はNintendo Switch / PlayStation 4のマルチプラットフォームで2021年11月11日に発売。当初はiOS / AndroidやPlayStation 5での発売も予定されていた。2022年7月には、新ストーリー・対人戦等の追加要素を加えたゲーム版の最新作『メガトン級ムサシX』（メガトンきゅうムサシ クロス）が基本無料プレイ・アイテム課金で2022年12月1日に配信することが発表され、同年12月16日より配信開始された。それに伴い、メガトン級ムサシの配信が2022年12月15日に停止された。
2023年3月9日に配信された「LEVEL5 VISION 2023 鼓」では、プラットフォームにPC（Steam）を加えたインターナショナルバージョンとなる『メガトン級ムサシW（ワイアード、英：MEGATON MUSASHI W: WIRED）』が発表、2024年4月25日より配信が開始された。それに伴い、メガトン級ムサシXの配信が2024年4月24日に停止された。

## 概要
レベルファイブのクロスメディアプロジェクトの第5弾となるタイトル。先の同プロジェクト作品群と同様に、テレビアニメ・コミック・玩具などといった多角メディア展開が行われる。2016年7月27日の「LEVEL5 VISION 2016」において正式発表された。
内容はロボットアクションと学園ドラマを融合させたRPG。レベルファイブとしては『ダンボール戦機』以来となるロボットを主題とした作品であるが、本作は『ダンボール戦機』と異なり搭乗型の巨大ロボットを扱っている。新たな試みとして、1つのストーリーをメディアごとに別のキャラクターからの視点で描くザッピング型ストーリーの導入や、集英社の『週刊少年ジャンプ』とのメディア連携などがある。バンダイによる玩具展開企画も進行中である。
プロデュースを務める日野晃博によると各メディア展開について、当初は2017年の夏頃より開始予定としていたが、その後、2020年9月26日にオンラインという形で配信された東京ゲームショウのレベルファイブの配信パートの番組において、テレビアニメが2021年夏ごろに放送される予定と明らかにされた（後に2021年10月期へ変更）。これについて、プロデューサーの日野晃博はテレビアニメについて「アニメとCGの境界線のような面白い映像作品になる」と述べている。また、キャッチコピーである「大逆襲ロボットアクション」の通り、ロボットの重さや大きさをそれぞれ表現されているところや、ロボットを「カスタマイズ」するシーンやバトルシーンもこの配信番組で公開された。
なお、パイロット版から製品版およびテレビアニメ版へ移行するにあたり、一部設定やキャラクター・キャスティングに変更が行われている。

## メガトン級ムサシX（クロス）での追加・変更点
元々は有料大型アップデートの「メガトン級ムサシ改」として開発されていた。「ムサシ」と比べて以下の点が追加・改良されている。
- 幻影外装

ローグパーツの見た目はそのままで、他のパーツの見た目に変更することができる。
- ダメージフィーバー

カブキファンクションを使用した後、一定時間敵へのダメージが増加する。プレーヤーが発動を重ね合わせることで最大三段階に与ダメージが増加する。
- コラボ機体

永井豪（ダイナミックプロ）原作のロボットアニメ「マジンガーZ」「ゲッターロボ」「UFOロボ グレンダイザー」が登場。戦闘中にドロップするアイテムを集めることで、使用可能になる。
- ゲーム内アニメーション

TVアニメ版とは異なるシーンや追加シーンが収録されている。
- 異界通信（試験放送）

ゲーム内で、攻略情報や雑談等がラジオのように楽しめる。不定期配信。
- コロシアムバトル

3VS3の対人戦闘。PlayStation PlusもしくはNintendo Switch Online契約が必要。（Switch版はローカル通信対応）
- VナビゲーターDLC

ゲーム中に様々な指示をしてくれるパイロットサポートシステム・Vナビゲーターに、妖怪ウォッチのジバニャンとホロライブの戌神ころねが追加、DLCとして発売を開始した。
- ログインスタンプ

Ver2.21から実装。ログイン日数に応じてアイテムが入手できる。

## メガトン級ムサシW（ワイアード）での追加・変更点
ムサシXの要素に加え、以下の要素が新たに加えられる。今作では、ギャラリーでの設定資料閲覧、プレミアムパスの報酬アップ等の一部機能を搭載したデラックス版が設定される。通常版を購入した後でも、デラックスアップグレードを購入する事でデラックス版と同等になる。
- これまでのPS4/5(5はXより)、Switchに加え新たにPC（Steam）プラットフォームに対応。また、Epic Gamesアカウントを取得して紐付けることによってクロスセーブに対応する（但し、Wで購入したストア購入アイテム（ナビゲーター等）を別の機種で非所持（例：Switchで購入して→Steamで未購入）の場合は元の機種でプレイするまで使用できない[15]。また、各プラットフォームごとにゲーム本編の購入が必要）。ゲーム性の一部変更によりXから移行できないアイテムもある。
- 通信プレイがパワーアップし、これまでの同一プラットフォーム同士に加えマルチプラットフォーム通信を実現（クロスプレイには各プラットフォームの通信プレイ対応サブスクリプション（Nintendo Switch Online、PlayStation Plus）が必要）。
- コラボ機体に、マジンガーZ及びゲッターロボ、Xアップデート時に発表されていた「UFOロボグレンダイザー」に加え「超電磁ロボ コン・バトラーV」、「超電磁マシーン ボルテスV」が実装される。このコラボ機体は、Xのアップデートで随時実装され、Wにも登場する。
  - 2024年11月26日のアップデートにより、それぞれのコラボ作品からパイロットも登場。兜甲児（声：森川智之）、デューク・フリード（声：武内駿輔）、流竜馬（声：小西克幸）、葵豹馬（声：三ツ矢雄二）、剛健一（声：小田久史）がそれぞれ実装された。
- 戦闘面では、新たに「メガトンインパクト」を搭載。攻撃をすることでメーターが貯まり、一定値貯まると敵が一定時間スローになり、攻撃力もアップする。
- 武器のレアリティに、これまでのレジェンダリー及びアイコニックレジェンダリーの上位となるレジェンダリーII、アイコニックレジェンダリーII、そして最上位となるレリックレジェンダリーを追加。同カテゴリーのアイテムは新要素の強化システム・ニューラルボードに対応する。同時に、難易度にはこれらのアイテムを獲得及び新成長ランクとなる「メガトンランク」を加算できる難易度メガトンII（これらはWのストーリー終了後及びプレーヤーランク70以上で解放）が追加された。
- 初心者のために、どのローグや武器、増設ユニット等を強化すればいいかを指示してくれる「おすすめ強化」が追加された。
- 新アイテム「リペアドライブ」が追加され、使用することにより一部ミッションを除いて全滅時のコンティニューが可能になった。
- なお、Xで行っていた試験放送「異界通信」はサービスを終了し、メニューからも削除されている。
- ver3.2.0で前述のコラボパイロットに加えて新モード「メガロボ・バトロアム」が追加された。予めカスタマイズされているローグの中から一体を選んで戦い勝利を目指す。オンラインモードのコロシアムモードと異なり、ローグを編成する必要が無くアーケードゲーム感覚で遊ぶことが出来る。対戦ルールは、バトルロイヤルとチームバトルの2種類。ローグにはバランス、アタック、シューティング、ディフェンス、スピード、必殺技の6つのセンギがあり、自分の戦い方のスタイルによって選択できる。

## ストーリー

### シーズン1
西暦2118年、異星人ドラクターの侵略により99.9%の人類が死滅した。生き残った人類の一部は地球を取り戻すべく『オブリビオンベイ』を組織し、巨大ロボット『ローグ』を建造して反撃の機会をうかがっていた。他の人類は記憶操作で侵略の記憶を消され、シェルター『イクシア』の中に作られた町で平和な生活を送っていた。
西暦2121年、赤城町で暮らす高校生の一大寺大和も記憶を操作され、鬱屈した気持ちを抱えながらケンカ三昧の暮らしをしていた。ある日、大和はケンカ仲間の土方龍吾と共に、同じ学校の浅海輝からメガトン級ローグ『ムサシ』の操縦士としてスカウトを受ける。ドラクターに家族を殺された記憶を取り戻した大和は、ドラクターへ復讐するためムサシの操縦士となり、戦いに身を投じる。
ムサシの参戦により反撃に転じた地球人類であったが、その中でドラクターへの重要情報の漏洩が判明する。このままでは地球人類の敗北は必至と考えたオブリビオンベイ司令官南沙也加は、イクシアを浮上させて他のシェルターを巡り、宇宙戦艦『アメノムラクモ』の設計図を収集して、ドラクターに対抗可能な戦力を入手することを計画する。イクシアの浮上の演算処理には高性能な人工知能が必要であるために、それを搭載するアンドロイドの芥川康太が操船士に任用される。
並行して戦力の拡大が行われ、オブリビオンベイ医療部に所属していた雨宮零士は、メガトン級ローグ『アーサー』の操縦士としての活動を開始する。またストリートギャングのボスを務める霧島ジュンと、格闘技のセンスに秀でた早乙女萌々香が、メガトン級ローグ『マキシマス』の操縦士として新たにスカウトされる。天才的なメカニック技能を有する金田一巧も、オブリビオンベイの技術班に加入する。
ドラクターことシドルの女王クロウゼード・ライアの娘、アーシェム・ライアは、母からの命令でローグのパイロットを暗殺すべくイクシアへ潜入していた。アーシェムは暗殺対象である大和に恋をして、シドルと地球の人々が共生する未来を望み、女王に反旗を翻す。大和もまたアーシェムの姿勢に感化され、ドラクター殲滅の考えを変化させていく。
娘の裏切りに気づいたクロウゼードは、アーシェムごとイクシアを破壊する命令を下し、ドラクターはイクシアへ総攻撃を開始する。アーシェムに想いを寄せるグリファース・クレドは、アーシェムの身柄を確保すべくダークナイトを操縦してイクシアに潜入する。
ドラクターの攻撃を防ぎつつ浮上の準備を続けるイクシアであったが、ドラクターのスパイであった竹熊繁弘の手にかかって南が死亡する。しかし司令官をマーガレット・ブレクネンに交代し、戦艦イクシアは浮上に成功、敵艦隊を一掃する。
イクシア浮上を防衛する戦闘の最中、アーシェムの処遇を巡って大和とグリファースが対峙し、結果アーシェムはひとり地上に取り残される。シェルターの外で生きる地球人ヴィクト・イーガーと出会ったアーシェムは、荒廃した地球で生きる決意をする。

### シーズン2
浮上に成功したイクシアは、各地のシェルターを巡り、伝説の地『サンクチュアリ』を目指す旅を続けていた。
一方ドラクター陣営では、グリファースが反乱を起こし、女王クロウゼードを幽閉した。皇帝の座についたグリファースは『エルゼド』に対抗すべく軍勢を整え、またアーシェムを手中におさめるべく狙っていた。
最初のシェルター『エディシア』へたどり着いたイクシアであったが、エディシアは既に破壊され、オブリビオンベイは調査部隊を送り込む。一方、大和たちの通う星刻学園では九世正宗という人物が突如現れ、影の支配者として学校に君臨していた。実は九世は記憶操作装置のハッキングで自らの存在を偽装し、外からイクシアへ侵入した密入国者であった。ローグのパイロットを志望していると語る九世は、無断でムサシに乗り込み驚異的な操縦技術を見せつける。その頃ヴィクトと行動を共にするアーシェムは、シェルター外の峡谷集落『ソロン』にて、死と隣り合わせにある環境でも必死に生きようとする地球人たちの姿を目の当たりにする。パイロットとなった九世はイクシアをハイジャックし、ソロンの人々をシェルターに収容することを要求する。ハイジャックは失敗に終わったが、シェルターの外の状況を知ったマーガレットは、イクシアをソロンへ向かわせる決定を下す。
ソロンへ到着したイクシアは、住民たちの収容を開始する。時を同じくして幽閉を逃れたクロウゼードもソロンに降り立ち、アーシェムとの邂逅を果たす。ドラクターの襲撃により崩壊するソロンであったが、住民たちの収容は完了する。アーシェムは戦火の中で大和と再会するが、かつて地上に不時着したドラクターの戦艦とコンタクトをとるため、クロウゼードやヴィクトと共に旅立つ道を選ぶ。
アーシェムたちはドラクター戦艦が不時着した地を訪れる。そこでは生存したドラクターの下民兵が『墜落村』という集落を形成し、地上で生活を営んでいた。地球人と一緒にいることもあってアーシェムは当初兵士たちから警戒されていたが、3ヶ月間の時を共に過ごすことで信頼を得るに至る。アーシェムはシドルを貴族と下民が分け隔てなく生きられる国とすること、そしてシドルと地球人の共存の未来を目標に掲げ『白の騎士団』を結成する。
シェルターを巡るイクシアであったが、訪れた5つのシェルターは全て壊滅していた。
次なるシェルター、および最終目的地『サンクチュアリ』を目指すには、地上を分断するためにドラクターが設置した電磁障壁『大陸境界線ヴォルトライン』を越える必要があった。そのためにイクシアは、ヴォルトラインを発生させている『地上要塞ゴッドハンマー』の攻略に挑む。絶対的な戦力差に圧倒されるイクシアのローグ部隊であったが、白の騎士団の援軍を得たことでゴッドハンマーの攻略に成功する。
ゴッドハンマー攻略を終え、白の騎士団はイクシアへ合流する。アーシェムはマーガレットに終戦とシドルと地球の人々の共存の志を語り、マーガレットもそれに同意する。イクシアの議会から侵略者との共存は不可能と反対を受けるが、地球人の輝とドラクターの南との間に生まれた娘・ミライを共存の希望の証として掲げ、イクシアの新たな意思決定組織として白の騎士団の同盟『二つ星同盟』を結成する。
異星人との交流を深めるためイクシアで祭が開催され、地球とシドルの戦士たち、そして侵略の記憶を持たないイクシアの住人たちは各々祭に興じていた。そこでアーシェムは大和に結婚を提案する。しかし直後、イクシアに潜入したグリファースによりアーシェムはシドルゴアへ連れ戻されてしまう。
ヴォルトラインを越えたイクシアに、サンクチュアリこと『オルテガ・マザーベース』から通信が入る。オルテガ・マザーベースもまた宇宙戦艦アメノムラクモの設計図の断片データを収集しており、イクシアの収集したものと合わせて設計図が完成することが判明し、イクシアはオルテガ・マザーベースへ向かう。到着したイクシアの面々はオルテガ・マザーベースの司令官デカート・ディクセンベルグに出迎えられ、ローグ開発者のハルマ・リュウセイ、そして新型メガトン級ローグ『ヨシツネ』のテストパイロット外山小次郎と出会う。小次郎の案内で街を楽しむ大和たちであったが、そこで暴漢たちに襲われ、またマーガレットの元にも殺し屋が現れる。大事には至らなかったものの、マーガレットたちはこれらの事件にディクセンベルグの関与を疑い、基地の調査を進めていく。
マーガレットは調査の中で、ディクセンベルグが他のシェルターを壊滅させ、地球をも危険にさらしうる次元兵器を搭載したアメノムラクモの戦力を独占しようとしていることを突き止める。ディクセンベルグはアメノムラクモを発進させ、次元兵器によるシドルゴアの破壊を試みる。一方、先んじてディクセンベルグの野望を知っていたハルマは、アメノムラクモに対抗すべく、イクシアを改造した『宇宙戦艦イクシオン』と宇宙用ローグ『ムサシクロス』を完成させる。圧倒的な突破力でアメノムラクモに迫るムサシクロスであったが、その前に小次郎の駆るヨシツネが立ちはだかる。アメノムラクモは次元兵器の発射態勢に入るが、イクシオンの戦力ではそれを止めることは叶わず、窮地に陥る。シドルの女王クロウゼードは地球を守るため、白の騎士団の母艦『ホワイトローズ』でアメノムラクモに特攻を仕掛け、次元兵器復旧までの時間を稼ぐ。

## 登場キャラクター
特記のない限り、声の項はゲームおよびテレビアニメ版の声優。

### メインキャラクター
一大寺 大和（いちだいじ やまと）
声 - 増田俊樹 / 森田成一（パイロット版）
本作の主人公。星刻学園2年A組。髪を逆立てたツンツン頭。腕っぷしが非常に強く、ケンカっ早く攻撃的で負けず嫌いな性格の少年。売られた喧嘩はすぐに買い、留置場に入れられることもあるほどだが、正義感の強さや強い意志も合わせ持つ。
両親と妹のミナ（声 - 花守ゆみり）は火事で死んだと思い込んでいたがそれは偽の記憶で、滅亡の日にドラクターの攻撃を受け死亡している。
アニメにおいては、既存の装備・使用方法では達成困難な状況も規格外の戦い方によって突破する天才的戦闘センスの持ち主。その際、わずかな情報だけで別の使い方を閃くなど、頭の回転も速い。
浅海 輝（あさみ てる）
声 - 斉藤壮馬 / 入野自由（パイロット版）
星刻学園に在籍する文武両道の優等生。ウェーブのかかった前髪が特徴的で、眼鏡をかけている。
オブリビオンベイに所属しており、大和と龍吾をメガトン級ローグのパイロットとしてスカウトした。攻撃的で喧嘩っ早い大和や龍吾に呆れつつも、陰ながらフォローしたりすることもある。ムサシが一人乗りになってからは、スパークマン→スパークマンウェイブのパイロットを務める。
滅亡の日に両親を失い、異星人である南に助けられた。
土方 龍吾（ひじかた りゅうご）
声 - 武内駿輔、日野まり（幼少期） / 鈴木達央（パイロット版）
星刻学園の生徒だが、指定制服ではなく長ランにボンタンという昭和の不良のような服装をしている。不良グループの番長であり、同じく学ラン姿の舎弟たちを率いている。巨体の強面で、大和と同じくケンカっ早く攻撃的な性格だが、本当は気が小さい。根は優しく、老人や子どもを思いやる人情派。
大和と共にオブリビオンベイからスカウトを受け、メガトン級ローグのパイロットとなる。ムサシの第2パイロットを務める。ムサシが一人乗りとなってからは、ガウディア→ガウディアアーマードの操縦士となる。
実家は「ひまわり園」という養護施設で、母親のみな江（声 - 村井美里）が園長を務める。母親を大切に思っているが、実は記憶操作によりマッチングされた血の繋がらない関係である。その事実を思い出した龍吾はみな江に別れを告げようとするが、みな江から「血がつながっていなくても、今は本当の親子」だと諭され、改めて家族となる。
大和とはケンカ友達でケンカが絶えないが、逆境でも挫けない大和のことを頼りに思っている。
雨宮 零士（あめみや れいじ）
声 - 内山昂輝 / 石川界人（パイロット版）
大和のクラスに転校してきた少年。金色の長髪と青い瞳を持ち、体格は大柄。猫が大好きで、よく連れているが一緒にいすぎるために周囲から気味悪がられている。ややマイペース。
実は特殊能力『サイコライズ』の持ち主で、オブリビオンベイ医療部に所属するローグパイロット。乗機はメガトン級『アーサー』→『アーサーライザー』。
霧島 ジュン（きりしま ジュン）
声 - 諸星すみれ
クラスのアイドル的存在な少女。表向きは社交的な態度で振る舞うが裏では計算高く疑り深い一面も併せ持ち、街や住人に対して違和感を抱いていた。
かつては可愛らしいせいでいじめを受けていたが、2人の少年に勧められミスコンに応募して優勝。そんな流れで彼らは彼女の親衛隊になり数も増えていった。そして学園のアイドルで人気者になっていた。このおかげで自分をいじめる者は近づかなくなり、更に人気者になっていった。規模が拡大するにつれ親衛隊は悪党集団になっていったが、本人は「彼らは自分の感じてきた疑問に解明してくれているだけ」と評している。萌々香とはライバルの様な関係でしょっちゅう対立する。乗機はメガトン級『マキシマス』→『マキシマスブレイズ』。
仲間想いで命令を無視してまでも仲間の為に戦う。一度、イクシア防衛戦で死亡するが、雨宮のサイコライズ能力によって蘇生される。その際にトラウマを抱えてしまうが、KJ達の励ましによって戦う気力を取り戻した。
早乙女 萌々香（さおとめ ももか）
声 - 潘めぐみ
空手や柔道を嗜む少女。トゲトゲしい性格とその腕っぷしの強さで男子を寄せ付けないが、正義感が強く面倒見の良さも持ち合わせている。ジュンとは犬猿の仲でライバルの様な関係でしょっちゅう対立する。乗機はメガトン級『マキシマス』→『マキシマスブレイズ』。
芥川 康太（あくたがわ こうた）
声 - 村瀬歩
アフロヘアーの少年。大人しい性格で普段からいじめを受けている。おぼれた子犬を助ける優しい性格。
その正体は住民のストレスを解消するために作られたアンドロイド。テレビアニメ版ではイクシア操船士だが、ゲーム版では特定クエストをクリアすることでパイロットとしても使用可能。
金田一 巧（きんだいち たくみ）
声 - 梶裕貴
瓶底眼鏡をかけたメカオタクの少年。鋭い洞察力を持ち、オブリビオンベイも自力で探しだした。テレビアニメ版ではローグハンガーメカニック担当だが、ゲーム版では特定クエストをクリアすることでパイロットとしても使用可能。

### イクシアの住民
西野 清夏（にしの きよか）
声 - 竹達彩奈
2年A組。新聞部の部長を務める。大和の幼馴染であり、ケンカばかりの大和の世話を焼いている。
赤城町に違和感を覚え、新聞部の助力で町の秘密にたどり着く。人手不足からオブリビオンベイの情報管理パートのアシスタントに任命される。
神崎 明日菜（かんざき あすな）
声 - 黒沢ともよ
2年A組。生徒会長で白いブレザーを着用している。学園のマドンナ的存在。パイロット暗殺を試みるアーシェムの依代とされる。
九世 正宗（くぜ まさむね）
声 - 福山潤
星刻学園の上級生で、影の支配者でもある少年。乗機はメガトン級『ファイアローダー』。ゲーム版Xではパイロットとしても使用可能。
万波 シズカ（まなみ シズカ）
声 - 小林マナ
九世と行動を共にしており、彼をサポートしている少女。アニメ版での乗機はメガトン級『スパークマン』→『ブラームスソルジャー』。ゲーム版Xではパイロットとしても使用可能。
ミライ / 浅海 未来（あさみ みらい）
声 - 花守ゆみり、永瀬アンナ（成長した姿）
地球人とシドル人との間に生まれた初めてのケースで、南と浅海の間に生まれた子。シーズン2最終回ラストでは、ムサシデルタのパイロットになっている。ゲーム版Wではパイロットとしても使用可能。

### オブリビオンベイ
南 沙也加（みなみ さやか）
声 - 伊瀬茉莉也 / 坂本真綾（パイロット版）
オブリビオンベイの司令官である女性。
天堂 初音（てんどう はつね）
声 - 伊沢磨紀
メインオペレーターの女性。平時は定食屋「天堂屋」の店主を務める。
伊伏 銀太（いぶし ぎんた）
声 - 山路和弘、荻野葉月（少年時代） / 手塚秀彰（パイロット版）
歴戦の男性パイロット。平時は工事現場で働く。ゲーム版では特定クエストをクリアすることでパイロットとしても使用可能。
北根 陽葵（きたね ひまり）
声 - 花守ゆみり
女性オペレーター。平時は天堂屋でアルバイトをしている。
星野 あおい（ほしの あおい）
声 - 悠木碧
音楽家の一面がある女性オペレーター。
東山 修一郎（ひがしやま しゅういちろう）
声 - 岩崎諒太
漫才にこだわりがある男性オペレーター。
デューク 藤咲（デューク ふじさき）
声 - 津田健次郎
ローグの研究開発を担当する男性科学者。新型ローグの様子を見ようとオブリビオンベイに侵入した金田一と康太を発見する。
マーガレット・ブレクネン
声 - 井上麻里奈
イクシア建設者・ハイネルの孫で、ブルーコートの統括議長である女性。
サイモン・レイダー
声 - 田坂浩樹
オブリビオンベイ医療部の博士である男性。

### 地上で生きる人たち
ヴィクト・イーガー / 早乙女 勇元（さおとめ ゆうげん）
声 - 中村悠一
ソロンのリーダー的存在で、アーシェムの取引に応じて協力している。乗機はメガトン級『ムサシオー』。本名は「早乙女 勇元」で、萌々香の実父。
テツオ・イワタ
声 - 三宅健太
ヴィクトの弟分で、ローグの整備やメンテナンスを行っている。ゲーム版では特定クエストをクリアすることでパイロットとしても使用可能。
リウ・タネン
声 - 日向未南
ソロンで暮らしている少年。両親と祖母を亡くしている。イクシアに乗船してからは記憶操作で後述のユクラ及びミーシスを兄弟と思い込んでいる。

### ドラクター
アーシェム・ライア
声 - 黒沢ともよ
本作のヒロイン。ドラクター女王・クロウゼードの娘。女王より地球のパイロットの密命を帯びてサーザントと共にイクシアに潜入する。明日菜に憑依し大和の命を狙い、大和とは浅からぬ因縁を持つことになる。
サーザント・エボル
声 - 小西克幸
アーシェムの護衛役。彼女を通信などでサポートしたりする。
クィーン / クロウゼード・ライア
声 - 沢城みゆき
冷酷な性格で、ドラクターの支配者。
グリファース・クレド
声 - 櫻井孝宏 / 梅原裕一郎（パイロット版）
ドラクター軍の上級司令官だったが、女王の命に背いてクーデターを起こし、皇帝となった。皇帝として、強大な敵との戦いを見据えており、その計画のためにアーシェムを狙っている。
デミル・ガウラ
声 - チョー
クロウゼードに付き従う家臣の老人。
ユグラ・デファングル
声 - 鈴村健一
ドラクターの上級騎士。自分を一般兵から貴族に取り立ててくれたグリファースを妄信している。グリファースの命でアーシェムを探している。
ミーシス・ナタール
声 - 白石晴香
ドラクターの上級騎士。ユグラ同様、貴族に起用された恩に報いるためグリファースに身も心も捧げる覚悟を決めている。ユグラと共にアーシェムを探す。
ベローア・ギデス
声 - 林勇
ドラクターのエースパイロット。命令には忠実に従うが、胸の内は誰にも見せようとしない。
シノアグ・ヴァレス
声 - 諏訪部順一
グリファースの元上官。母星を捨てる決断した女王に剣を向け、永久牢獄の囚人となっていた。王となったグリファースによって側近に取り立てられる。
ヴォイド・バレン
声 - 高橋英則
ゴッドハンマーの司令官で、戦争狂の男性。
ザスカー・ダイン
声 - 梅田修一朗
ゴッドハンマーのパイロット。冷酷無比な性格の男性。

### サンクチュアリ
デカート・ディクセンベルグ
声 - 杉田智和
オルテガ・マザーベースの司令官。創世記教団のメンバーで地球を征服するという野望がある。
ハイネル・ブレクネン
声 - 飛田展男
マーガレットの叔父。老いた身体を保つ為、機械と融合する選択を取り、端末を通して話すことしか出来ない状態になってしまっている。
外山 小次郎（とやま こじろう）
声 - 小林裕介
オルテガ・マザーベースのテストパイロットにして、メガトン級ローグ『ヨシツネ』のパイロット。レスキュー隊員の兄の大吾を尊敬していたが、ドラクターの襲撃で死亡している。二重人格の持ち主で、兄の人格に変わると攻撃的になる。実は記憶操作による洗脳で戦士の人格を埋め込まれ、戦士人格を死んだ兄の人格と思い込んでいる。ゲーム版Wではパイロットとしても使用可能。
ハルマ・リュウセイ
声 - 三木眞一郎
ローグ開発の総責任者。
デミオドネラ＝マーク・ランダー
声 - 大町朋裕
リュウセイの助手。しかし、その助手は仮の姿で、実際は創世記教団の一員である。名前の頭のデミオドネラはシーズン2最終話で判明。

### 銀河帝国エルゼド
アダム
声 - 子安武人
イヴ
声 - 悠木碧
エフィンロア
声 - 高島雅羅

## 登場兵器

### 地球
本作の地球技術で建造した巨大ロボットはローグと呼称されている。 

#### メガトン級ローグ
ムサシ
「ムサシ1号機」「ムサシ2号機」「ムサシ3号機」の3機のメカの合体により完成する、全長60メートルのローグ。対ドラクターの最強の戦力となるべくメガトロニウム合金という合金によって開発された。
駆動には膨大なエネルギーを必要とするため、空中からの自由落下によって合体を完了させる「スカイビルド」と呼ばれるプロセスを採用している。
アーサー
四足歩行の人馬のような外見を持つローグ。パイロットは雨宮零士。
アーサーライザー
アーサーを2足歩行にし、パイロットである雨宮のサイコライズ能力を効果的に発揮できるシステムを採用したローグ。
マキシマス
闘士のような外見を持つ、3機目のメガトン級ローグ。パイロットが二人必要であるものの巨体に似合わぬ高い機動力と攻撃力を両立している。パイロットは霧島ジュンと早乙女萌々香。
マキシマスブレイズ
マキシマスのカスタマイズ機。ラッシュミラージュシステムを搭載し、戦場を高速に駆け抜ける。
スパークマン
スパークマンウェイブ
ガウディア
ガウディアアーマード
ファイアローダー
ムサシオー
ムサシの強攻陸戦型。ヴィクトが設計図をコピーし、造船所で完成させた。背面のドリフターバーニアが特徴で、ムサシに比べて機動性がアップしている。
クランディ
マウンターポリス
マウンターソルジャー
ブラームスソルジャー
ブラームスナイト
マッドバイソン
カイザー
ヨシツネ
ムサシのフレームを改良した最新鋭のローグ。パワーをオーバードライブさせるオーガエクゾースト機能を搭載している。
ムサシクロス
敵の手に落ちたヨシツネと対等に渡り合える戦力としてリュウセイが開発したローグ。ディクセンベルグにバレないよう秘密裏に開発されていた。ソード・アックス・ランスで製造された3機のジェットからなり、ムサシ同様スカイビルドで完成する。
サイバイン
アメノムラクモに搭載された戦闘ロボット。高度な連携システムを構築しており、完璧な無人戦闘を実現する。ゲーム版ではパーツを集めることで使用可能になる。
ムサシデルタ
地形造成機能や大気浄化弾を備えた非戦闘用ローグ。但し、ゲーム版Wでは戦闘用ローグとしても使用可能。

#### ダイバー級ローグ
ムサシより以前に開発・運用されている地球の機動兵器群。全長はおよそ30m。
零6号
ロビンソン
カーネギー

#### 艦船
イクシア

### ドラクター
ダークナイト
ダークナイトエンペラー
ホワイトウォーリアー
バルログ
ブラックハンター
マンタ
グリフォン
キマイラ
フェニックス
ダイノ
ゴルドレックス
タイタン
サイクロプス
ゴライアス
クラッシャー
ウォーカー
ワスプ
ガンナー
パワードガンナー
クラブ
オクトパス
ホーン
パワードホーン
クロウ
スコーピー
ファルコン
カーゴ
デストラクションベース
マッドウォーカー
ギガントボマー

## 用語・設定

### 世界観
ドーナッツ地球（ドーナッツちきゅう）
地軸に沿ってドーナッツのように大穴が空けられた地球の呼び名。地表はドラクターに適した環境に変えられつつあり、地球人の住めない環境となっている。空洞の中心には後述のシドルゴアが位置している。
滅亡の日（めつぼうのひ）
西暦2118年、外宇宙からドラクターが地球に襲来した日。48時間足らずで人口の99.9%が失われた。

### 組織
オブリビオンベイ
生存した地球人の一部が人類を守るために、シェルター『イクシア』で作り上げた組織。シェルターの防衛やパイロットの教育を行う異星人対策部、遺伝子研究や負傷者の治療、住民の記憶操作を担当する医療部、赤城町の行政や住民の生活管理、シェルター周辺の調査を行う執政部、ローグの開発や整備を行う技術班などの部署が存在する。スタッフの多くは、表向きの顔として赤城町で別の職についている。
ブルーコート
オブリビオンベイの幹部が参加する首脳評議会。イクシアの重要方針は全て彼らの首脳会議により決定される。
ブレクネン財団（ブレクネンざいだん）
莫大な資金力を有し、地球上の各地にシェルターを建設した財団。創設者はハイネル・ブレクネン。
ドラクター
西暦2118年に地球に襲来した異星人に対し、地球人が付けた名称。後述するシドル星の人間。故郷の星が消滅したため、居住地を求めて地球を侵略した。地球より遥かに進歩した技術を有し、地球人の99.9%を48時間足らずで滅ぼした。
血液成分が地球人と異なり、地球上の環境下では生存できないため、地球環境の改造を行っている。また、地球の動物の肉を食べることもできない。
出自の違いにより階級が存在し、貴族階級は『上民（リテル）』、それ以外は『下民（シェダ）』と呼ばれる。下民兵は補填可能な戦力として優先して危険な戦場に投入される。下民にファミリーネームは無い。
白の騎士団
アーシェムらが墜落村の住民と共に結成した組織。
二つ星同盟
2つの星の民を1つにするという名のもと、アーシェムを指導者に発足した同盟。
創世記教団
汚れた地球を壊し作り直すという危険な思想を持ったカルト教団。ディクセンベルグはここのメンバーだった。

### 地名・施設
シェルター
ドラクターの侵攻より生き残った地球人類が隠れ住む施設。内部はドラクター襲来前の環境が再現されている。イクシアを含め12ヶ所が地球上に存在する。異星人の襲来に備えて、ハイネル・ブレクネンにより建設された。
イクシア（Ixia）
大和たちの住むシェルター。住民は記憶操作を受けシェルター外の状況を知らずに生活している。日本の本州の東京に位置していた。 反重力エンジンを搭載し、空中母艦モードで運用することで飛行が可能となる。戦闘時には戦艦モードに変形し、各種砲門や主砲『ギガントキャノン』での攻撃を行う。
南は、他のシェルターから『アメノムラクモ』の断片データを回収し『サンクチュアリ』へ運び込むことがイクシアの使命だと考察した。第10章で浮上し、他のシェルターへ向けて旅立った。
エディシア（Edisia）
シェルターの一つ。ユーラシア大陸のロシア山岳部に位置する。浮上後のイクシアの最初の目的地。イクシアが訪れた時点で既に壊滅していた。
サンクチュアリ（Sanctuary）
シェルターの一つ。『アメノムラクモ』の設計図を持ち込む目的地。南アメリカ大陸に位置する。南は「伝説の地」、マーガレットは「希望の大地」と称している。正式名称は大規模戦略拠点オルテガ・マザーベース。25,000平方キロの規模を持ち、複数の都市レベル住居区画、シンデンと呼ばれるローグハンガー、ソード・アックス・ランスと呼ばれる3つのハンガー等からなる。
赤城町（あかぎちょう）
イクシア内に作られた町。大和たちが暮らしている。利便性の高い駅前の商店街や閑静な住宅街があり、自然も多く、住みやすい町並みとなっている。
星刻学園（せいこくがくえん）
大和たちが通学する学園。3学年あり、各学年はAとBの2クラスに分かれている。バスケ部、空手部、新体操部、バレーボール部、剣道部、陸上部などの運動部や、漫研、美術部、新聞部、映像研、写真部、SF研などの文化部、科学技術クラブのような変わり種の部活も存在し、数多くの部活動が行われている。
ソロン
エディシアの北西に位置する峡谷に形成された集落。シェルターに避難できなかった2000人以上の地球人が生活している。汚染された大気を原因とする『赤地病』という病が流行しており、住民たちは常に命を脅かされている。
シドルゴア
ドラクターの拠点。ドーナッツ地球の空洞の中央に位置する。
シドル星（シドルせい）
地球から17万光年の距離に存在していた星。ドラクターの故郷でもある。ストーリー開始時点で既に消滅している。
東郷門（とうごうもん）
イクシア内に作られたもう一つの街。ソロンの住民を収容するために作られた。赤城町よりも近代的な作りになっており、ショッピングセンターや総合病院等の設備がある。
墜落村（ついらくむら）
ソロン西方にある集落。クレーター近くに墜落したドラクター戦艦の周囲に作られた。

### 技術・兵器

#### 地球の技術・兵器
記憶操作（きおくそうさ）
人間の記憶を操作し、特定の記憶の消去や別の記憶の植え付けを行う。ドラクターの侵略により心を病む人間が続出したため、オブリビオンベイの関係者以外のイクシアの住民はほぼ全員記憶操作を受け、地球の滅亡を知らずに生活している。
完全に記憶を塗り替えられるわけではなく、町に違和感を抱いたり、記憶の混乱や頭痛が引き起こされたりする住民もいる。また、何かの拍子に記憶を部分的に取り戻すこともある。
戦闘面での利用としては、記憶転写学習法により一瞬でローグの操縦法などの知識を習得できる。ただし忘れるのも早いため、実戦を通して記憶に焼き付ける必要がある。
ローグ
地球の技術を結集した作られた人型の巨大ロボット。30メートルクラスのダイバー級と、60メートルクラスのメガトン級が存在する。動力は超光子タキオンエンジン。ロボテック・オフェンシブ・ギガンティック・ユニットの略である『RO-GU』が語源と言われている。
ダイバー級は滅亡の日の時点で稼働していた。ドラクターに対しては戦力不足であり、メガトン級ローグが実戦投入されるまで勝利したことがない。
メガトン級は非常に強力な機体で、ドラクターに対抗しうる戦力を有する。しかし人間の極限の感覚を要求するため、パイロットの適性者が限られている。
タキオン
超光子。高出力のエネルギーを生み出し、ローグの動力であるタキオンエンジンに使用されている。ほかにも、タキオン粒子を高密度圧縮し一点照射する『デフュージョンブラスター』や、修理用AIにタキオンのエネルギーを供給することでローグを回復する『リペアファクター』などの必殺技で使用される。
Vナビゲーター（ブイナビゲーター）
略称はVナビ。デュークが開発した人間型のナビゲーションシステム。トンキーに組み込まれている。アニメでも登場したドロシー（声 - 沢城みゆき）とハルカ（声 - 花守ゆみり）のほか、ゲームではスチュアート（声 - 高橋英則）、カノコ（声 - 悠木碧）の計4人が登場する。
Xではこれに加えアニメ版シーズン2でも登場したウルフが追加され、XのDLCでは更にホロライブの戌神ころね、妖怪ウォッチのジバニャン（声 - 小桜エツコ）が追加されている。
アクトドライバー
アーサーに搭載されているローグの制御システム。脳波によりローグをコントロールし、複数人を必要とする操作を1人で行うことができる。
当初は雨宮しか使用できなかったが、金田一が改良したことで、ほかのメガトン級パイロットでも使用可能となった。
宇宙戦艦アメノムラクモ（うちゅうせんかんアメノムラクモ）
地球の一般的な技術レベルから外れた、強力かつ巨大な宇宙戦艦。設計図は分割され、断片データとして各シェルターのシステム内に隠されている。
次元滅キャノン（じげんめつキャノン）
アメノムラクモに搭載された最強兵器。亜空間裂傷を発生させ小型のブラックホールを作り出し、攻撃対象を次元の歪みに引きずり込み圧壊させる。その強力さから、発射にはシェルターの管理者であるジェネラル12人全員の網膜認証が必要となる。創世記教団のメンバーだったディクセンベルグは、地球征服のためイクシア以外のシェルターを敵に似せた黒いローグで壊滅させ認証データを偽装、拉致したマーガレットも含め必要な全員分の認証ロックを解除した。
高速ラッシュシステム（こうそくラッシュシステム）
マキシマスに採用されている駆動システム。2つの駆動エンジンを2人のパイロットが独自操作し連携させることで、高速かつトリッキーな機動『オーバードライブラン』を実現する。
当初未完成の状態であったが、金田一の助力により第8章で完成した。
高速フレーム形成（こうそくフレームけいせい）
巨大な重機や建造物を短時間で形成する化学技術。空間に特別な状態にした金属粒子を浮遊させ、一気に硬化イオンを加えて実体化する。作中ではこの技術によりスパークマンとガウディアが建造された。
反物質パルスカートリッジ（はんぶっしつパルスカートリッジ）
後述のスキュラメタルに対抗するために開発された装備。攻撃力が格段に跳ね上がり、スキュラメタルも破壊することができる。第10章からローグに標準搭載されている。ゲームシステム上の与ダメージには影響しない。
イーグルブースター
ローグの短時間飛行を可能にする空中移動ユニット。シーズン1時点では不完全であり、連続噴射によりオーバーヒートを招きうる。アニメでは素材不足により数が限られている。
マス・エキスパンダー
質量拡張炉。イクシアの反重力エンジンを利用することで使用可能になった。造形データをもとに拡張造形形成を行う。メガトン級ローグが後述のカブキファンクションを使用する際にマス・エキスパンダーと接続（リモート接続も可）する。
カブキファンクション
物質の質量を拡張して巨大な武器を作り出し、その武器を使用する必殺技。武器の構築には形成素材が必要となる。アニメでは巨大な剣を形成する『電光石火剣ムラマサ』と、ジェットパックと巨大隕石を形成する『メテオ・ライティングフォール』がムサシにより、シーズン2ではマキシマスブレイズが巨大な冷凍銃を発生させる『アブソリュートゼロフロスト』を使用した。
ダブルカブキファンクション
カブキファンクションを2体同時に発動する。アニメではシーズン2第22話でガウディアアーマードとムサシが『ハリケーンドリルマグナム』と『ボルケイノ・ブン・ダーン』の連携でゴッドハンマーGSの脚を切り裂き、撃破への鍵となった。
宇宙戦艦イクシオン（うちゅうせんかんイクシオン）
リュウセイがイクシアを改造して製作した宇宙戦艦。必殺兵器としてイクシアのギガントキャノンを強化させたハイパーギガントキャノンを備える。また、ローグと同等の機構を備えており、変形することで人型の「イクシオンギガンテック」へ変形が可能。

#### ドラクターの技術・兵器
ユニット再構成融合（ユニットさいこうせいゆうごう）
ドラクターの合体技術。複数のドラクター機を融合させ、強力な大型機体を生み出す。
スキュラメタル
非常に硬度の高い金属。地球では精製できない。ブラックハンターの装甲に用いられている。当初、地球の技術では傷一つつけられなかったが、反物質パルスカートリッジの開発により破壊可能となった。
ゼルビオン
戦艦級の巨大ミサイル。第10章でイクシアへの攻撃に使用された。ドラクター戦艦を超える防御力を有するが、電光石火剣ムラマサにより両断された。
ホワイトローズ
白の騎士団のドラクター母艦。単体でも強力なレーザー兵器でゴッドハンマーGSを窮地に追い込むほどの戦闘力がある。また、完全に姿を消し敵のレーダーからも検知されないステルス機能と光学迷彩を備えている。

### その他の用語
環境適応薬（かんきょうてきおうやく）
ドラクターが地球人と同様の環境で生活するのに必要な注射薬。一時的に血液成分を変化させる。使用中は肉成分のものを食べることも可能となる:24頁。なお、地球人に憑依している間は投与が不要。作中では地球人として生きる南のほか、シェルターに潜入したアーシェムおよびサーザントが所持していた。
サイコライズ
雨宮が持つ特殊能力。使用時には脳波が異常値を示し、顔面に紋様が浮かぶ。作中では戦闘力の向上、脳腫瘍の除去、死者の蘇生といった能力を発揮している。
進化の秘宝（しんかのひほう）
ドラクターが地球の環境で生きるために必要な環境適応遺伝子。地球人から獲得することが可能とされていて、この獲得を目的としてドラクターは地球人の全滅を避けている。
牙（きば）
ドラクターの戦闘形態。獣のような姿に変化し、爪や牙を使った生身の戦いに特化している。戦闘意識が高まることにより変化する:24頁。
イルム
ドラクターの命から発せられるエネルギー。遠方から検知することで本体の所在を突き止めることも可能となる。

## アニメ

### パイロット版 / PV
2016年7月27日にパイロットフィルムのアニメが公開され、2018年12月25日にも『最新映像2018』のタイトルでパイロットフィルムのアニメが、2020年1月20日にも『完全版PVジャンプフェスタ2020Ver』のタイトルでPVが、それぞれ公開された。なお、パイロットフィルム版ではデジタルアニメであったが、最新映像2018では3DCGアニメ、完全版PVではCGと2Dアニメの両方使用となっていた。

### テレビアニメ
TOKYO MXほかにて、シーズン1が2021年10月から12月まで放送された。2022年7月から9月まで映像を細部まで見直し新規カットを追加したシーズン1特別篇が放送された。シーズン2は同年10月より2023年3月まで放送された。
第18話は当初2022年11月4日の放送予定だったが、クオリティ維持のため放送延期となった。代替に第16話の再放送と第17話の特別篇放送が行われ、第18話以降は11月18日から順次放送された。シーズン2最終回前も新型コロナウイルスの影響で製作が遅れ放送延期になり、第25話と第26話の再放送の後に第27話とシーズン2最終話の第28話が順次放送された。インターネット配信版とテレビ放送版ではシーズン2最終話のエンディングが異なっている。

#### スタッフ
- 原作 - レベルファイブ[53]
- 総監督・企画・原案・シリーズ構成・脚本 - 日野晃博[53]
- 監督 - 髙橋滋春[53]
- 監督補佐 - 北條史也
- キャラクターデザイン原案 - 長野拓造[53]
- アートコンセプト - 栗秋寿彦[53]、松山弘（シーズン2）
- キャラクターデザイン - 池田裕治[53]
- メカニックデザイン協力 - 永井豪（シーズン2）
- 総作画監督 - 反町司（シーズン1）、池田裕治、高橋成之（シーズン2）、春川彩子（シーズン2）
- 美術監督・美術設定（第4、6話-） - 髙木佑梨
- 色彩設計 - 黒目綾子
- 撮影監督 - 折笠裕子（シーズン1）、久保村正樹（シーズン2）
- 編集 - 野川仁
- CGスーパーバイザー - 瀬尾太
- CGディレクター - 木村謙一
- 音楽 - 西郷憲一郎[53]、砂川翔也
- 音響監督 - 田中亮（シーズン1）[53]、矢野さとし（シーズン2）
- アニメーションプロデューサー - 井上たかし
- チーフプロデューサー - 青木昌也
- プロデューサー - 武藤憲敬（シーズン1）、青木昌也（シーズン2）
- アニメーション制作 - オー・エル・エム TEAM INOUE[53]
- 製作 - レベルファイブ、TOKYO MX、電通（シーズン1）、オー・エル・エム

#### 主題歌
「MUSASHI」
ずま（虹色侍）によるシーズン1オープニングテーマ。作詞は日野晃博、作曲は西浦智仁、編曲は近藤嶺とオダクラユウ。
「滅亡世界のバラッド」
マナ（シーズン1特別篇より小林マナ表記）によるシーズン1エンディングテーマ。作詞は日野晃博、作曲は西浦智仁、編曲は近藤嶺とオダクラユウ。
「奇跡の命」
マナによるシーズン1最終話エンディングテーマ。作詞は日野晃博、作曲・編曲は今泉吾弥。
「星の海のラウドネス」
星野あおい（悠木碧） with スターフィールドによるシーズン1挿入歌。作詞は日野晃博、作曲・編曲は今泉吾弥。
「METAL SAMURAI」
マナによるシーズン1挿入歌。作詞は日野晃博、作曲・編曲は今泉吾弥。
「英雄のうた」
松浦航大によるシーズン2オープニングテーマ。作詞は日野晃博、作曲は浅田優美、編曲は近藤嶺。
「迷える羊たちの挽歌」
小林マナによるシーズン2エンディングテーマ。作詞は日野晃博、作曲は浅田優美、編曲はオダクラユウと伊藤栄乃。
「コズミックコール」
星野あおい（悠木碧） with スターフィールドによるシーズン2挿入歌。作詞は日野晃博、作曲は西郷憲一郎、編曲はオダクラユウ。
「Endless Way」
杉山由紀によるシーズン2挿入歌及びシーズン2第26話特別エンディングテーマ。作詞は日野晃博、作曲・編曲は堀本和総。
「最後の砦」
小林マナによるシーズン2挿入歌。作詞は日野晃博、作曲は浅田優美、編曲はオダクラユウ。
「丘の上の小さな家で」
小林マナによるシーズン2第27話特別エンディングテーマ。作詞は日野晃博、作曲・編曲は西郷憲一郎。
「交響組曲メガトン級ムサシ」
シーズン2最終回（インターネット配信版）特別エンディングテーマ。レベルファイブサウンドチーム作曲、編曲は堀本和総。

#### 各話リスト
| 話数      | サブタイトル     | 絵コンテ                       | 演出             | 作画監督                                                                                         | 初放送日       |           |           |           |           |           |           |           |           |           |           |           |           |           |           |           |           |           |           |           |
| シーズン1 | シーズン1        | シーズン1                      | シーズン1        | シーズン1                                                                                        | シーズン1      | シーズン1 | シーズン1 | シーズン1 | シーズン1 | シーズン1 | シーズン1 | シーズン1 | シーズン1 | シーズン1 | シーズン1 | シーズン1 | シーズン1 | シーズン1 | シーズン1 | シーズン1 | シーズン1 | シーズン1 | シーズン1 | シーズン1 |
| --------- | ---------------- | ------------------------------ | ---------------- | ------------------------------------------------------------------------------------------------ | -------------- | --------- | --------- | --------- | --------- | --------- | --------- | --------- | --------- | --------- | --------- | --------- | --------- | --------- | --------- | --------- | --------- | --------- | --------- | --------- |
| 第1話     | 眠れる獅子       | 髙橋滋春                       | 寺澤伸介         | 三好智志 山田俊也                                                                                | 2021年 10月1日 |           |           |           |           |           |           |           |           |           |           |           |           |           |           |           |           |           |           |           |
| 第2話     | 燃える大地       | 高橋ナオヒト                   | 深沢幸司         | 三島千枝 山崎愛 井ノ上ユウ子                                                                     | 10月8日        |           |           |           |           |           |           |           |           |           |           |           |           |           |           |           |           |           |           |           |
| 第3話     | 暗殺者           | 毛利和昭                       | 高田昌宏         | 松村康功 WHITE LINE                                                                              | 10月15日       |           |           |           |           |           |           |           |           |           |           |           |           |           |           |           |           |           |           |           |
| 第4話     | 猫作戦           | 加戸誉夫                       | 加藤和磨         | はしもとかつみ tofu 松下純子 宇佐美翔平                                                          | 10月22日       |           |           |           |           |           |           |           |           |           |           |           |           |           |           |           |           |           |           |           |
| 第5話     | 秘密厳守         | 辻初樹                         | 清水明           | 鈴木伸一 清田華穂 榎本彩芽 斎藤真珠                                                              | 10月29日       |           |           |           |           |           |           |           |           |           |           |           |           |           |           |           |           |           |           |           |
| 第6話     | 美女から野獣     | 高橋ナオヒト                   | 寺澤伸介         | 三好智志 山崎愛                                                                                  | 11月5日        |           |           |           |           |           |           |           |           |           |           |           |           |           |           |           |           |           |           |           |
| 第7話     | 個性             | 若林厚史                       | 高山秀樹         | Kim Jongbeom Kim Myoungsim Kim Suho Lee Seongjae Song Jinyoung                                   | 11月12日       |           |           |           |           |           |           |           |           |           |           |           |           |           |           |           |           |           |           |           |
| 第8話     | 天敵             | 毛利和昭                       | 中馬楓           | 三島千枝 チャ ミョンジュン ク ジャチョン                                                         | 11月19日       |           |           |           |           |           |           |           |           |           |           |           |           |           |           |           |           |           |           |           |
| 第9話     | 家族             | 毛利和昭                       | 高田昌宏         | 清水椋太 高梨友美 早川元基 松下純子                                                              | 11月26日       |           |           |           |           |           |           |           |           |           |           |           |           |           |           |           |           |           |           |           |
| 第10話    | 架け橋           | 高橋ナオヒト                   | 加藤和磨         | 島崎望 三島千枝 山崎愛                                                                           | 12月3日        |           |           |           |           |           |           |           |           |           |           |           |           |           |           |           |           |           |           |           |
| 第11話    | 浮上             | 毛利和昭                       | 金聖凡           | 張相美                                                                                           | 12月10日       |           |           |           |           |           |           |           |           |           |           |           |           |           |           |           |           |           |           |           |
| 第12話    | 歩き出す者       | 西森章                         | 大平直樹         | 三好智志                                                                                         | 12月17日       |           |           |           |           |           |           |           |           |           |           |           |           |           |           |           |           |           |           |           |
| 第13話    | 奇跡の命         | 深沢幸司                       | 深沢幸司         | 友部奈津美 寺澤伸介 山田佳奈莉 島崎望 三好智志 チャ ミョンジュン                                 | 12月24日       |           |           |           |           |           |           |           |           |           |           |           |           |           |           |           |           |           |           |           |
| シーズン2 |                  |                                |                  |                                                                                                  |                |           |           |           |           |           |           |           |           |           |           |           |           |           |           |           |           |           |           |           |
| 第14話    | コズミックコール | 髙橋滋春                       | 高田昌宏         | 三好智志                                                                                         | 2022年 10月7日 |           |           |           |           |           |           |           |           |           |           |           |           |           |           |           |           |           |           |           |
| 第15話    | 生きろ           | 深沢幸司                       | いとがしんたろー | 山﨑愛 ホワイトライン                                                                            | 10月14日       |           |           |           |           |           |           |           |           |           |           |           |           |           |           |           |           |           |           |           |
| 第16話    | 大義             | 高橋ナオヒト                   | 畠山茂樹         | 川村裕哉 シード                                                                                  | 10月21日       |           |           |           |           |           |           |           |           |           |           |           |           |           |           |           |           |           |           |           |
| 第17話    | 償い             | 毛利和昭                       | 富田高太郎       | Triple A 諸葛子敬                                                                                | 10月28日       |           |           |           |           |           |           |           |           |           |           |           |           |           |           |           |           |           |           |           |
| 第18話    | 崩壊             | 朝木幸彦                       | 朝木幸彦         | 川村裕哉 三好智志 武内啓 山﨑愛 藤田和行 加藤健二                                                | 11月18日       |           |           |           |           |           |           |           |           |           |           |           |           |           |           |           |           |           |           |           |
| 第19話    | 小さな手         | 高橋ナオヒト                   | 寺澤伸介         | 服部益実 加藤健二 ふくだるな 高橋英吉 案浦達哉 豊田茉莉 RadPlus SAS ホットライン STUDIO CL       | 12月2日        |           |           |           |           |           |           |           |           |           |           |           |           |           |           |           |           |           |           |           |
| 第20話    | 墜落村           | 深沢幸司                       | 菱川直樹         | 三好智志 T.S.In J.W.Kim Y.M.Lee S.H.Park B.S.Lee 加藤健二 武内啓                                 | 12月9日        |           |           |           |           |           |           |           |           |           |           |           |           |           |           |           |           |           |           |           |
| 第21話    | 要塞へ           | 池田重隆                       | いとがしんたろー | 寺澤伸介 山田俊也 西村広 HotLine シード                                                          | 12月16日       |           |           |           |           |           |           |           |           |           |           |           |           |           |           |           |           |           |           |           |
| 第22話    | 巨神             | 深沢幸司                       | 髙橋優 高田昌宏  | 加藤壮 吉田満智子 杉山直輝 森円美 池平千里 Hotline                                               | 12月23日       |           |           |           |           |           |           |           |           |           |           |           |           |           |           |           |           |           |           |           |
| 第23話    | 祭り             | 畠山茂樹                       | 畠山茂樹         | Triple A                                                                                         | 12月30日       |           |           |           |           |           |           |           |           |           |           |           |           |           |           |           |           |           |           |           |
| 第24話    | 聖域             | 豆富こびい                     | 岩田義彦         | はっとりますみ 藤田和行 山本菜々美 青木真理子 Triple A                                           | 2023年 2月3日  |           |           |           |           |           |           |           |           |           |           |           |           |           |           |           |           |           |           |           |
| 第25話    | 天叢雲           | 深沢幸司 北篠史也              | 畠山茂樹         | 三好智志 山﨑愛                                                                                  | 2月10日        |           |           |           |           |           |           |           |           |           |           |           |           |           |           |           |           |           |           |           |
| 第26話    | 閃光             | 北篠史也                       | 前園文夫         | KY.Kim JY.Park BS.Lee YS.Kwon TS.In JW.Kim UEC Co., Ltd.                                         | 2月17日        |           |           |           |           |           |           |           |           |           |           |           |           |           |           |           |           |           |           |           |
| 第27話    | 継承             | 髙橋滋春 北篠史也 高橋ナオヒト | 前園文夫         | YS.Kwon JW.Kim BS.Lee YM.Lee UEC Co., Ltd. 金元会                                                | 3月10日        |           |           |           |           |           |           |           |           |           |           |           |           |           |           |           |           |           |           |           |
| 第28話    | 再会             | 北篠史也                       | 北篠史也         | 三好智志 山崎愛 永野佑貴 加藤壮 杉山直輝 吉田満智子 寺澤伸介 田口広ー 池田裕治 春川彩子 山田俊也 | 3月17日        |           |           |           |           |           |           |           |           |           |           |           |           |           |           |           |           |           |           |           |

#### 放送局
| 放送期間                 | 放送時間                     | 放送局      | 対象地域 | 備考                                        |
| ------------------------ | ---------------------------- | ----------- | -------- | ------------------------------------------- |
| 2021年10月1日 - 12月24日 | 金曜 22:00 - 22:30           | TOKYO MX    | 東京都   | 製作局 / 字幕放送                           |
| 2021年10月2日 - 12月25日 | 土曜 0:30 - 1:00（金曜深夜） | BSフジ      | 日本全域 | 製作参加 / BS/BS4K放送 / 『アニメギルド』枠 |
|                          | 土曜 1:00 - 1:30（金曜深夜） | J:COMテレビ | 日本国内 | CATV / 『アニおび』枠                       |

| 放送期間               | 放送時間                     | 放送局   | 対象地域 | 備考                                        |
| ---------------------- | ---------------------------- | -------- | -------- | ------------------------------------------- |
| 2022年7月8日 - 9月30日 | 金曜 22:00 - 22:30           | TOKYO MX | 東京都   | 製作局 / 字幕放送                           |
| 2022年7月9日 - 10月1日 | 土曜 0:30 - 1:00（金曜深夜） | BSフジ   | 日本全域 | 製作参加 / BS/BS4K放送 / 『アニメギルド』枠 |

| 配信開始日    | 配信時間           | 配信サイト |
| ------------- | ------------------ | --- |
| 2021年10月1日 | 金曜 22:30 更新    | YouTube （LEVEL5ch・バンダイ公式チャンネル） ABEMA GYAO! Amazon Prime Video dアニメストア （本店・for Prime Video） J:COMオンデマンド milplus TELASA TSUTAYA TV U-NEXT アニメ放題 アニメカ バンダイチャンネル ふらっと動画 DMM.com Google Play GYAO!ストア HAPPY!動画 music.jp Rakuten TV VIDEX ニコニコチャンネル ビデオマーケット |
|               | 金曜 22:30 - 23:00 | ニコニコ生放送 |

| 放送期間                | 放送時間                     | 放送局   | 対象地域 | 備考                                        |
| ----------------------- | ---------------------------- | -------- | -------- | ------------------------------------------- |
| 2022年10月7日 - 3月17日 | 金曜 22:00 - 22:30           | TOKYO MX | 東京都   | 製作局 / 字幕放送                           |
| 2022年10月8日 - 3月18日 | 土曜 0:30 - 1:00（金曜深夜） | BSフジ   | 日本全域 | 製作参加 / BS/BS4K放送 / 『アニメギルド』枠 |
| 2022年10月13日 - 4月7日 | 木曜 23:30 - 金曜 0:00       | BS日テレ | 日本全域 | BS放送                                      |

| 配信開始日    | 配信時間        | 配信サイト |
| ------------- | --------------- | --- |
| 2022年10月7日 | 金曜 22:30 更新 | YouTube（LEVEL5ch・バンダイ公式チャンネル） ABEMA GYAO! Amazon Prime Video dアニメストア（本店・for Prime Video） J:COMオンデマンド milplus TELASA TSUTAYA TV U-NEXT アニメ放題 アニメカ バンダイチャンネル ふらっと動画 DMM.com Google Play GYAO!ストア HAPPY!動画 music.jp Rakuten TV VIDEX ニコニコチャンネル ビデオマーケット |

| TOKYO MX 金曜 22:00 - 22:30                                         | TOKYO MX 金曜 22:00 - 22:30   | TOKYO MX 金曜 22:00 - 22:30 |
| 前番組                                                              | 番組名                        | 次番組                      |
| ------------------------------------------------------------------- | ----------------------------- | --------------------------- |
| レイトン ミステリー探偵社 〜カトリーのナゾトキファイル〜 （再放送） | メガトン級ムサシ（シーズン1） | -                           |

## 漫画
空想劇場 ぷちっと級ムサシ
ウェブコミック『マンガ5』にて2021年10月1日より連載のギャグ漫画。アニメに合わせて更新されている。作者はレベルファイブ。

## 玩具
立体フィギュア「超弩級シリーズ メガトン級ムサシ」
プレミアムバンダイにて発売（現在は受付終了）。
MODEROID メガトン級ムサシ
グッドスマイルカンパニーのMODEROIDブランドから発売予定であることが2023年1月14日に発表された。2024年11月発売予定。